# Инаугурация Эндрю Джексона (1833)
Вторая инаугурация Эндрю Джексона в качестве Президента США состоялась 4 марта 1833 года. Одновременно к присяге был приведён Мартин Ван Бюрен как 8-й вице-президент США. Президентскую присягу и присягу вице-президента проводил Председатель Верховного суда США Джон Маршалл.

## Церемония
Прибыв к восточному фасаду Капитолия на инаугурацию, мэр Вашингтона Джон Питер Ван Несс и члены Совета Корпорации поприветствовали Эндрю Джексона и Мартина Ван Бюрена и помогли сопроводить их на место инаугурации перед началом церемонии.
В 12:00 Председатель Верховного суда Джон Маршалл привёл к присяге Эндрю Джексона и Мартина Ван Бюрена в должность президента и вице-президента соответственно, в зале Палаты представителей, в отличие от предыдущей инаугурации президента, которая проходила на восточном портике Капитолия. Данное решение было принято ввиду прохладной погоды и в дополнение к этому, плохого состояния здоровья Эндрю Джексона во время инаугурации.
На второй инаугурации Джексона присутствовали следующие люди: судьи Верховного суда США, спикер Палаты представителей, председатель Сената, сенаторы, конгрессмены, министры иностранных дел, дипломат Эндрю Джексон Донельсон. Эндрю Джексон подошёл и занял место спикера палаты, и после пауз в аплодисментах толпы Джексон встал и был приведён к присяге президента Соединённых Штатов, в то время как Донельсон, который был личным секретарём Джексона, стоял справа от него, а Ван Бюрен — слева. Эта инаугурация также ознаменовала последний и девятый раз, когда главный судья Джон Маршалл приносил присягу президента Соединённых Штатов.
Вскоре после принятия присяги президент Джексон представил свою инаугурационную речь перед множеством людей, которые находились в зале Палаты представителей, в то время как его вице-президент не выступал с речью. В своей инаугурационной речи Эндрю Джексон заявил, что для него большая честь быть переизбранным президентом Соединённых Штатов, и заявил, что он сделает искреннюю попытку улучшить жизнь американского народа. В дополнение к этим замечаниям Джексон заявил, что Соединённые Штаты в настоящее время не имеют постоянных конфликтов со странами по всему миру. Джексон также подчеркнул важность наличия сильного единого союза во всех 24 штатах и сотрудничества штатов с федеральным правительством.
После инаугурации Джексона состоялось два инаугурационных бала президента США. Эта инаугурация вошла в историю в том смысле, что впервые в истории Соединённых Штатов было проведено более одного инаугурационного бала.